# Sam Manners
Sam Manners (eigentlich Savino Maneri; * 29. März 1921 in Cleveland, Ohio; † 1. Juni 2012 in Los Angeles, Kalifornien) war ein US-amerikanischer Filmproduzent.

## Leben
Manners begann seine Karriere als Produktionsleiter bei Rin-Tin-Tin und einigen Krimis in ähnlicher Funktion. Bis weit in die 1970er Jahre hinein war er für Billy the Kid vs. Dracula, Pulver und Blei, Valdez, Ein Fall für Cleopatra Jones und einige andere Kinofilme tätig. Anschließend verlegte er seinen Arbeitsschwerpunkt auf Fernsehfilme; zweimal wurden von ihm produzierte Werke für einen Emmy nominiert. Einen weiteren Schwerpunkt bildete die Miniserie Pearl Harbour sowie die Filme Scheidungskriege und Casanova. Auch für drei Filme zur Familienserie Die Waltons zeichnete er verantwortlich.
Der Produzent Kim Manners war sein Sohn.

## Filmografie (Auswahl)
- 1957–1959: Rin-Tin-Tin (The Adventures of Rin Tin Tin, Fernsehserie, 35 Folgen)
- 1966: Billy the Kid vs. Dracula
- 1969: Pulver und Blei (Heaven with a Gun)
- 1971: Valdez (Valdez is Coming)
- 1973: Ein Fall für Cleopatra Jones (Cleopatra Jones)
- 1978: Pearl Harbour (Pearl, Miniserie)
- 1981: Verfluchter Mist (The Pride of Jesse Hallam, Fernsehfilm)
- 1982: Scheidungskriege (Divorce Wars: A Love Story, Fernsehfilm)
- 1987: Casanova (Fernsehfilm)
- 1993: Die Waltons: Das Familientreffen der Waltons (A Walton Thanksgiving Reunion, Fernsehfilm)
- 1995: Die Waltons: Eine Walton-Hochzeit (A Walton Wedding, Fernsehfilm)
- 1997: Die Waltons: Nachwuchs für John Boy (A Walton Easter, Fernsehfilm)